# Thoth
Thoth je egipatski bog koji se predstavlja s glavom ibisa ili majmuna. On je bog Mjeseca i mudrosti. Ponekad su ga Egipćani prikazivali i s papirusom i "tintom" za pisanje. Prema Theodoru Hopfneru, Egipćani su pisali Thothovo ime ḏḥwty. To znači "onaj koji nalikuje ibisu". Druga su mu imena Tot, Tahuti, Tehuti, Zehuti, Techu, Tethu, Thot i Thout.

## Uloga Thotha
Egipćani su vjerovali da je Thoth izumio egipatsko pismo te ga smatraju zaštitnikom pisara. Rođen je iz Setove glave, iako neki mitovi kažu da mu je otac Geb ili Ra. Bog je mudrosti, znanja, astronomije, geometrije, matematike i umjetnosti.
Noću Thoth zamjenjuje Raa, boga Sunca, Mjesecom. Nakon smrti Egipćanina, on mjeri srce s nojevim perom kako bi točno procijenio pravednost smrtnika prije njegove smrti, odnosno Anubis nadgleda razliku težine srca i nojeva pera, a Thoth ga zapisuje, a poslije toga Anubis ili Thoth prihvaćaju pokojnika koji najprije treba proći suđenje da bi potom, ako je cijelog svog života bio pravedan te dobar, otišao u raj, no, ako je bio nepravedan i zao, ide u svijet gdje ga čeka Neman, koja će ga pojesti. Spasio je Izidina sina Horusa od smrti. Jedan mit govori da je Thoth izumio kalendar s 365 dana. Grci su Thotha smatrali Hermesom. Vjerovalo se u postojanje udruženog Hermesa i Thotha.

## Projekti
|  | Zajednički poslužitelj ima još gradiva o temi Thoth |